# Horatio McCulloch

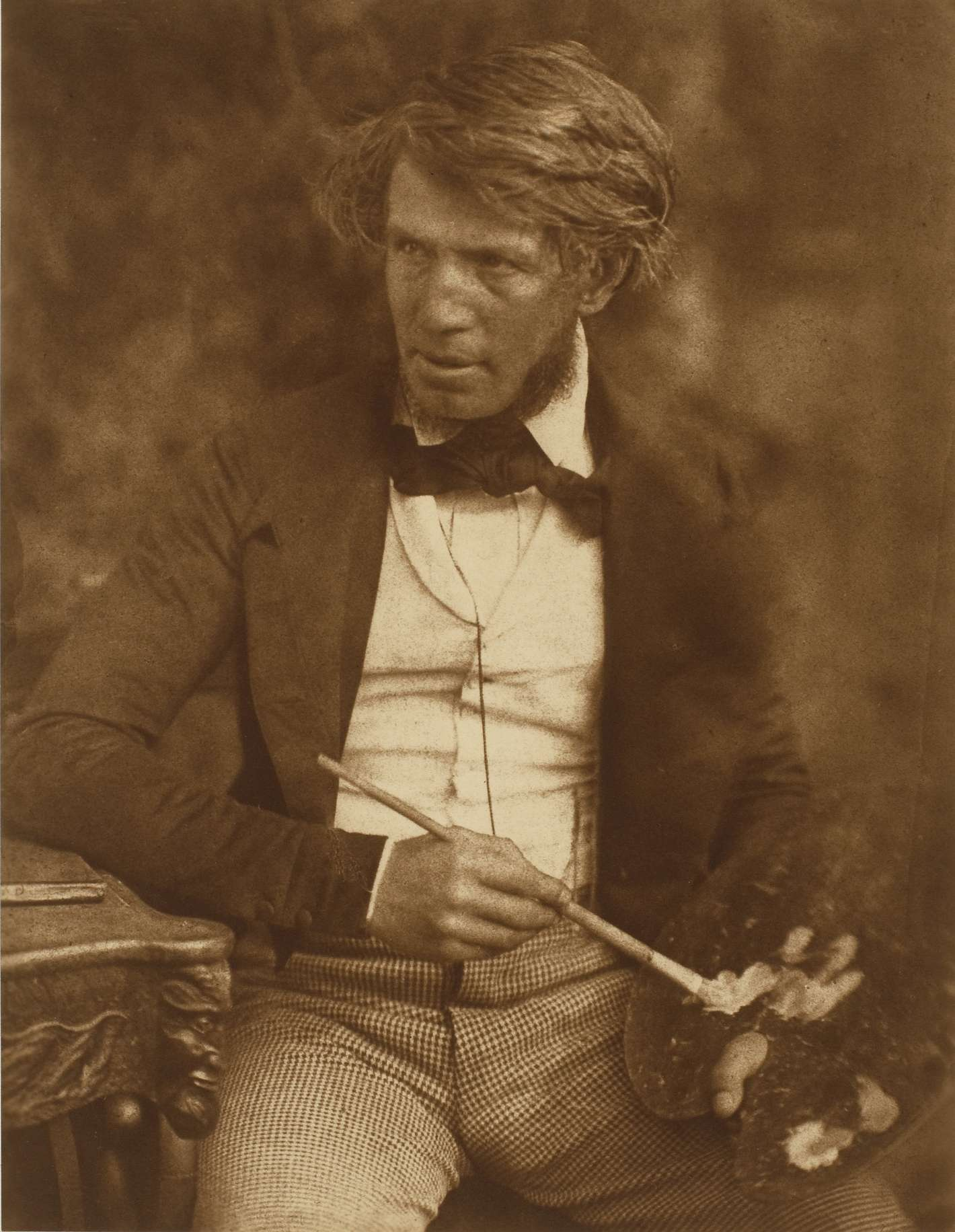
Horatio McCulloch 1847

Horatio McCulloch (manchmal M'Culloch geschrieben) (* 29. November 1806 in Glasgow; † 12. Juli 1867 in Edinburgh) war ein schottischer Landschaftsmaler.

## Leben
McCulloch begann seine berufliche Laufbahn als „house painter“, um dann zusammen mit Daniel Macnee und William Leighton Leitch Unterricht bei John Knox (1878–1845) zu nehmen. Danach zog er zusammen mit Leitch nach Edinburgh, wo sie Druckgraphiken für Werke wie Prideaux John Selbys „British Birds“ kolorierten. McCulloch blieb vier bis fünf Jahre in der Stadt und wurde während dieser Zeit auf die Arbeiten von Hugh William Williams und John Thomson aufmerksam, die seine spätere künstlerische Entwicklung beeinflussen sollten. 
Zurück in Glasgow stellte McCulloch 1828 zusammen mit Knox in der Glasgow Dilettanti Society aus. Ein Jahr später war dann das erste Mal auf der Ausstellung der Royal Scottish Academy vertreten. 1834 wurde er Associate und 1839, in dem Jahr, in dem er nach Edinburgh zog, schließlich Vollmitglied der Academy.
McCulloch verließ Schottland nur einmal zu einer Studienreise durch Wales, den Lake District und Derbyshire. Ansonsten arbeitete er überwiegend in den Western Highlands und Islands. Er fertigte häufig Skizzen in freier Natur an, die er später im Atelier ausarbeitete. Die nach seinen Vorlagen geschaffenen Druckgrafiken trugen mit dazu bei, das schottische Hochland populär zu machen. 
In der Royal Scottish Academy stellte er insgesamt 198 Arbeiten aus und galt als einer der führenden schottischen Landschaftsmaler. 1862 erzielte eines seiner Bilder einen Preis von 400 pounds; sein vielleicht bekanntestes Werk ist die Ansicht Loch Katrine (Perth Art Gallery).

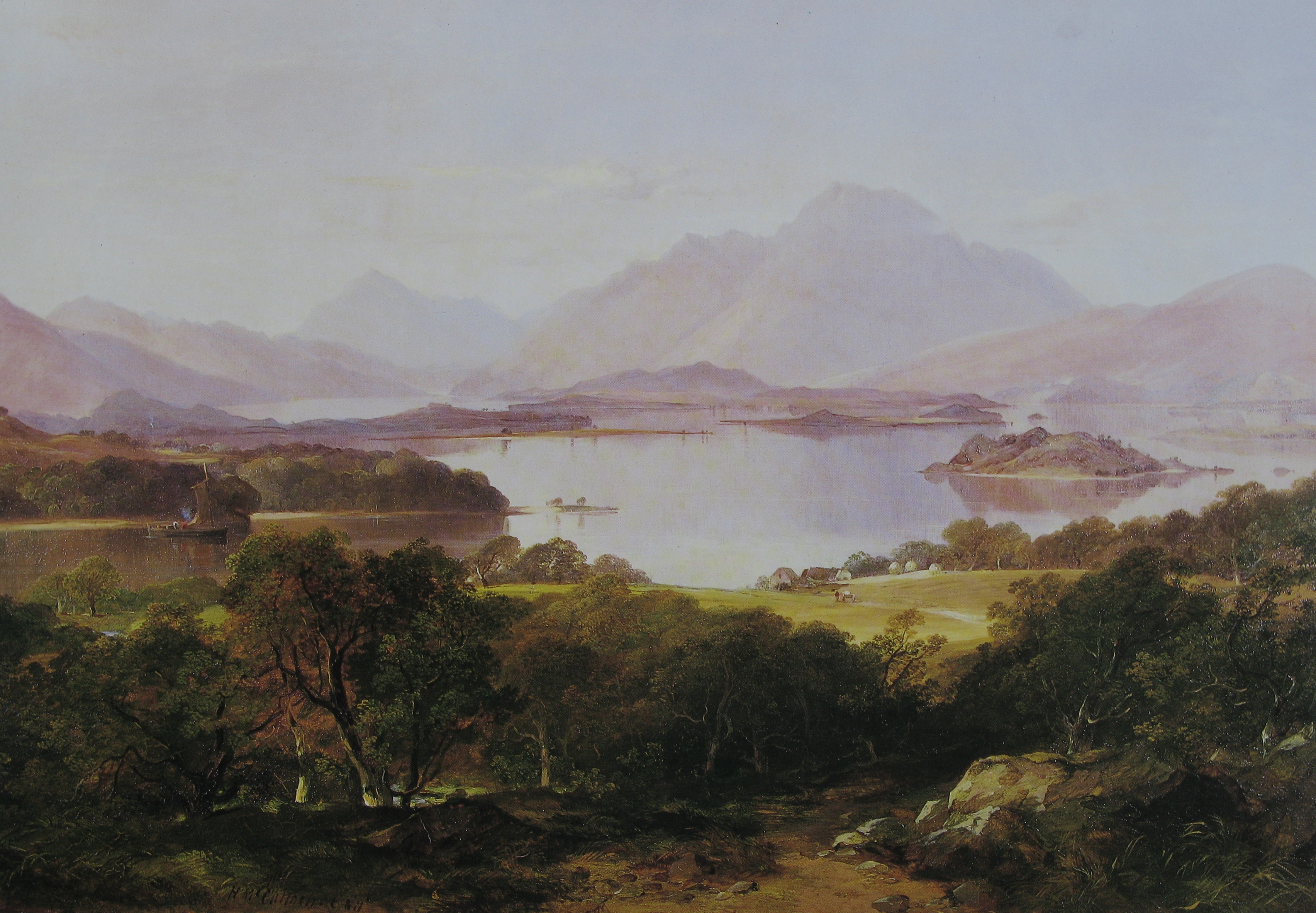
Loch Lomond
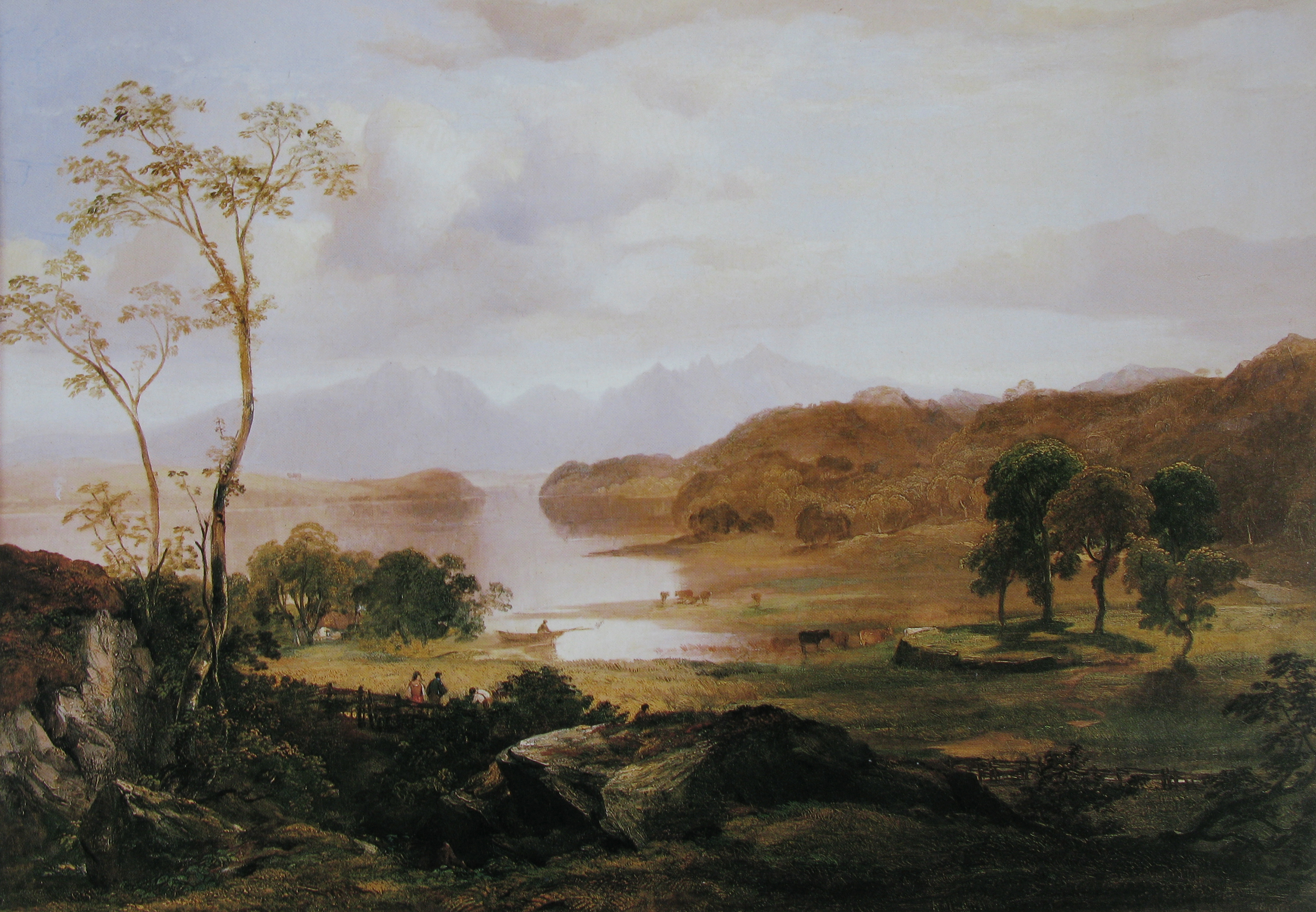
Loch Fad, Isle of Bute, 1844
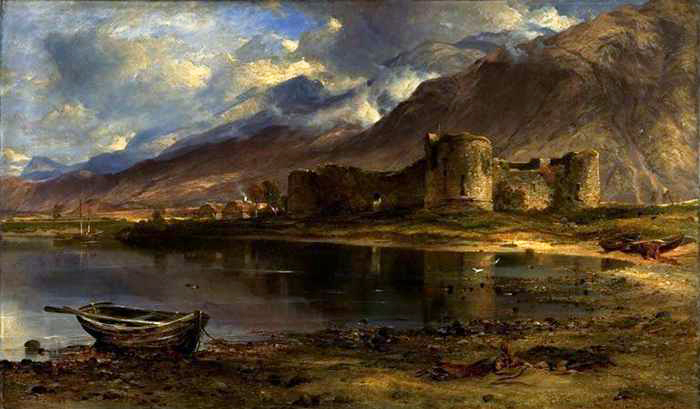
Inverlochy Castle, 1857